# Datagram Congestion Control Protocol
Il Datagram Congestion Control Protocol (DCCP) è un protocollo di comunicazione a livello di trasporto orientato al messaggio. È stato sviluppato dall'IETF e standardizzato nell'RFC 4340.
Applicazioni che possono far uso del DCCP includono quelle con limiti di tempo per la consegna di dati tali che la combinazione della consegna in ordine combinata con il controllo della congestione possa far arrivare alcune informazioni al ricevente dopo che non sia più utili. Tali applicazioni includono lo streaming e telefonia via Internet. Il controllo di congestione è il modo in cui i protocolli di rete scoprono la capacità della rete in un particolare cammino. La motivazioni primaria dello sviluppo del DCCP è fornire un modo per tali applicazioni di guadagnare accesso ai meccanismi standard di controllo della congestione senza doverla implementare a livello applicazione. 

## Header del Datagram Congestion Control Protocol
| Datagram Congestion Control Protocol header |             |             |             |             |             |             |             |                 |                 |                 |                 |                 |                 |                 |                 |                  |                  |                  |                  |                  |                  |                  |                  |                  |                  |                  |                  |                  |                  |                  |                  |
| 0                                           | 1           | 2           | 3           | 4           | 5           | 6           | 7           | 8               | 9               | 10              | 11              | 12              | 13              | 14              | 15              | 16               | 17               | 18               | 19               | 20               | 21               | 22               | 23               | 24               | 25               | 26               | 27               | 28               | 29               | 30               | 31               |
| Source Port                                 | Source Port | Source Port | Source Port | Source Port | Source Port | Source Port | Source Port | Source Port     | Source Port     | Source Port     | Source Port     | Source Port     | Source Port     | Source Port     | Source Port     | Destination Port | Destination Port | Destination Port | Destination Port | Destination Port | Destination Port | Destination Port | Destination Port | Destination Port | Destination Port | Destination Port | Destination Port | Destination Port | Destination Port | Destination Port | Destination Port |
| Data Offset                                 | Data Offset | Data Offset | Data Offset | Data Offset | Data Offset | Data Offset | Data Offset | CCval           | CCval           | CCval           | CCval           | CsCov           | CsCov           | CsCov           | CsCov           | Checksum         | Checksum         | Checksum         | Checksum         | Checksum         | Checksum         | Checksum         | Checksum         | Checksum         | Checksum         | Checksum         | Checksum         | Checksum         | Checksum         | Checksum         | Checksum         |
| Res                                         | Res         | Res         | Type        | Type        | Type        | Type        | X           | Sequence Number | Sequence Number | Sequence Number | Sequence Number | Sequence Number | Sequence Number | Sequence Number | Sequence Number | Sequence Number  | Sequence Number  | Sequence Number  | Sequence Number  | Sequence Number  | Sequence Number  | Sequence Number  | Sequence Number  | Sequence Number  | Sequence Number  | Sequence Number  | Sequence Number  | Sequence Number  | Sequence Number  | Sequence Number  | Sequence Number  |